# Stachys kurdica
Stachys kurdica là một loài thực vật có hoa trong họ Hoa môi. Loài này được Boiss. & Hohen. miêu tả khoa học đầu tiên năm 1844.